# 水晶 (漫威漫畫)
水晶，本名克瑞斯塔麗婭·阿瑪奎琳（Crystalia Amaquelin），是一名在漫威漫畫中出現的虛構女超級英雄，由作家史丹·李和藝術家傑克·科比所創作。水晶首次於《驚奇4超人》#45中登場。

## 人物
水晶是異人族的女王梅杜莎的妹妹，異人族皇室成員之一，接觸到泰瑞根之霧後可以操縱風、大地、火和水等，但容易受環境污染因素影響。前夫為X戰警成員之一的快銀，兩人育有一女露娜·馬克西莫夫。

## 其他媒體

### 電視
- 《驚奇4超人（英语：Fantastic Four (comic book)）》：由凱西·艾爾蘭（英语：Kathy Ireland）配音。
- 《浩克與狂砸特工隊（英语：Hulk and the Agents of S.M.A.S.H.）》：由瑪麗·法伯（英语：Mary Faber）配音[1]。
- 《星際異攻隊（英语：Guardians of the Galaxy (TV series)）》：由凡妮莎·馬歇爾（英语：Vanessa Marshall）配音。
- 《復仇者聯盟：正義出擊（英语：Avengers Assemble (TV series)）》：由凱瑟琳·泰伯配音。
- 《異人族》：真人電視劇，由伊莎貝爾·柯尼許（英语：Isabelle Cornish）飾演[2]。

### 遊戲
- 《漫威：未來之戰》：手機遊戲，水晶是玩家可使用角色之一[3]。
- 《漫威超級戰爭》

## 外部連結
- Crystal （页面存档备份，存于） 超級英雄數據庫
- Marvel Comics Database: Crystal （页面存档备份，存于）